# Ballenberg

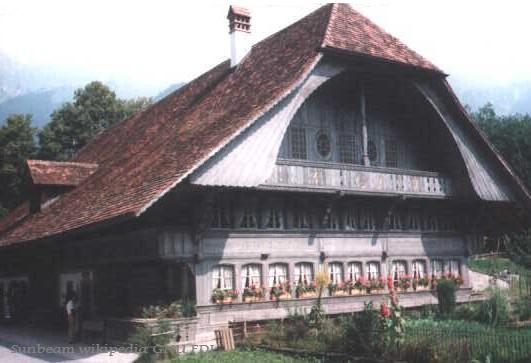
Ballenberg

Openluchtmuseum Ballenberg ligt vlak bij Brienz in Zwitserland.
Er staan meer dan 100 originele gebouwen uit alle delen van Zwitserland, te midden van sierlijk aangelegde tuinen. Er worden demonstraties gehouden van traditionele ambachten zoals kaasmaken, weven en pottenbakken. Ook worden er speciale evenementen georganiseerd, zoals een jaarlijks openluchttheater en markten.
Het is een museum voor "jong en oud", speciaal voor kinderen is er een "hands-on" huis waar zij kunnen spelen met oud speelgoed als tollen en hoepels.
In de winter zijn de huizen gesloten voor bezichtiging, maar is het park wel vrij toegankelijk.